# Ahoj, tajtrlíku!
Ahoj, tajtrlíku! (v originále Tchao pantin) je francouzský dramatický film z roku 1983 režírovaný Claudem Berrim.

## Děj
Lambert byl kdysi policistou u protidrogové jednotky. Po smrti syna a rozvodu s manželkou se vzdal zaměstnání a od té doby pracuje jako obsluha na čerpací stanici. Je osamělý a pije. Jednoho dne potká mladého Youssefa Bensoussana a spřátelí se s spolu. Řekne mu, že pracuje v baru, ale ve skutečnosti je drogový dealer.
Jednoho dne, když si Bensoussan opět tajně vezme motorku svého šéfa Rachida, potká mladou punkerku Lolu. Lambert ho před Lolou varuje i před tím, aby jezdil na Rachidově motorce. Rachidovi muži nakonec zmlátí Bensoussana za to, že bez povolení jezdil na Rachidově motocyklu. Bensoussan se Lambertovi přizná, že je ve skutečnosti drogový dealer. Krátce nato Bensoussan zjistí, že jeho drogová skrýš je vykradená, takže dluží hodně Rachidovi. Večer se Bensoussan objeví u Lamberta. Pronásledují ho dva muži, kteří ho nakonec táhnou za sebou na motorkách a těžce ho zraní. Lambert oba polije benzínem. Oba muži utíkají do dalšího auta, které exploduje. Bensoussan umírá.
Krátce nato se Lambert setkává s inspektorem Bauerem, který se ho ptá na nehodu. Lambert navštíví Chez Rachid, kterou provozuje Rachid. Poté vyhledá Lolu, aby jí sdělil, že Bensoussan je mrtvý a že potřebuje její pomoc při hledání jeho vraha. Zjistí, kde žije Mahmoud a Lambert ho zastřelí. Lambert se dozví, že jeho zástupce na čerpací stanici byl mučen a zabit Rachidovými muži. Muži ho zřejmě skutečně chtěli zabít. Bauer navíc naznačuje, že identikit vraha Mahmouda vypadá jako on. V noci jde Lambert za Rachidem a zastřelí ho v jeho baru. Pak zapálí Chez Rachide. Krátce poté se Bauer znovu objeví u Lamberta. Diví se, že drogový gang, který se policie léta snaží zničit, nyní zlikvidoval neznámý člověk. Vypráví Lambertovi o Sylviovi, který byl zase Rachidovým agentem a sdělí mu jeho adresu, ale Lambert předstírá, že ho Sylvio nezajímá. Když se ho Bauer ptá, kde byl tu noc, kdy Rachid zemřel, Lola mu poskytne alibi.
Lambert stráví noc s Lolou a vypráví jí o smrti svého syna, který zemřel na předávkování. Druhý den je Lola svědkem , jak Lamberta zastřelí na ulici.

## Obsazení
| Coluche          | Lambert               |
| Richard Anconina | Youssef Bensoussan    |
| Agnès Soral      | Lola                  |
| Mahmoud Zemmouri | Rachid                |
| Philippe Léotard | inspektor Bauer       |
| Albert Dray      | Sylvio                |
| Ben Smaïl        | Mahmoud               |
| Pierrick Mescam  | zákazník na benzínce  |
| Mickaël Pichet   | Mickey                |
| Michel Paul      | Momo                  |
| Annie Kerani     | Mahmoudova přítelkyně |
| Vincent Martin   | zákazník na benzínce  |

## Ocenění
César: nejlepší herec v hlavní roli (Coluche), nejlepší herec ve vedlejší roli (Richard Anconina), nejslibnější herec (Richard Anconina), nejlepší kamera (Bruno Nuytten) a nejlepší zvuk (Jean Labussière, Gérard Lamps); nimonace v kategoriích nejlepší film (Claude Berri), nejlepší herečka ve vedlejší roli (Agnès Soral), nejslibnější herečka (Agnès Soral), nejlepší režie (Claude Berri), nejlepší adaptovaný scénář (Claude Berri), Nejlepší hudba (Charlélie Couture) a nejlepší výprava (Alexandre Trauner).